# Харари, Юваль Ной
Юваль Ной Харари (ивр. יובל נח הררי‎; род. 24 февраля 1976[…], Кирьят-Ата, Хайфа) — израильский военный историк-медиевист, а также футуролог. Доктор (2002, Оксфорд), профессор Еврейского университета в Иерусалиме, автор международного бестселлера «Sapiens: Краткая история человечества».

## Биография и карьера
Юваль Ной Харари родился 24 февраля 1976 года в городе Кирьят-Ата (Израиль), в семье eвреев с корнями в Польше и Буковине. С 1993 по 1998 год учился в Еврейском университете в Иерусалиме, изучая средневековую и военную истории. После учился в Оксфордском колледже Иисуса, где в 2002 году защитил докторскую диссертацию и вернулся в Израиль, а с 2003 по 2005 год занимался постдокторантурой под эгидой благотворительного фонда Yad Hanadiv. С 2004 года регулярно выходят его книги, пользующиеся массовой популярностью. В настоящее время Харари занимается транснациональной историей и макроисторическими процессами, он профессор кафедры истории Еврейского университета в Иерусалиме. Занимает второе место в списке наиболее влиятельных историков 2010-х по версии Academicinfluence.com.

## «21 урок для XXI века»
В своей третьей книге Харари наконец обратился к проблемам современности, предложив их общий обзор и краткие намётки возможных решений. Книга встретила смешанные отзывы. Так, в New York Times на неё откликнулся восторженным отзывом Билл Гейтс. В то же время историк Джерард Де Гроот на страницах Times отмечал, что Харари «хорош в определении грядущих кризисов, но его приторные банальности не годятся в ответы».
Русский перевод книги вышел летом 2019 года. Российские средства массовой информации обратили внимание на изменения, внесённые в русское издание. В частности, глава о постправде в английском оригинале открывается рассуждениями о заведомо ложных заявлениях Владимира Путина во время аннексии Крыма, тогда как в русском переводе этот раздел заменён абзацем о недостоверных утверждениях Дональда Трампа. Представители Харари заявили, что эта замена согласована с автором, поскольку приводимые в его книгах примеры не должны мешать «аудитории, живущей в странах с недемократическим режимом», ознакомиться с его основными идеями. Издание «Афиша Daily», ранее опубликовавшее эту главу из книги Харари, принесло своим читателям извинения, выпустившее книгу на русском языке издательство «Синдбад» прокомментировать ситуацию не смогло.
Эпизод получил всемирный резонанс и вынудил Харари лично оправдываться в израильской, британской и американской прессе; по его словам, замену примера с ложью Путина на пример с ложью Трампа он действительно разрешил, но ряд других замен появились в книге уже без его ведома, и всё это объясняется понятным ему страхом российских издателей перед цензурой. По мнению Л. Бершидского, однако, для этого нет никаких оснований: примеров запрета в России на книги, критикующие Путина, привести невозможно, и поведение Харари и его издателей можно объяснить только трусостью, влекущей за собой серьёзный репутационный ущерб. Ряд критиков указывают на непоследовательность и неискренность оправданий Харари, который «приносит в жертву те самые либеральные идеи, которые он, как предполагалось, представляет».

## Личная жизнь
Юваль Ной Харари — открытый гей, в 2002 году он сочетался браком со своим партнёром по имени Ицик Яхав, ныне пара живёт в мошаве Месилат-Цион недалеко от Иерусалима.
Харари является активистом защиты прав животных, сторонником веганства (однако предостерегает против радикального подхода «всё или ничего» в этом вопросе). Он практикует медитацию Випассана, которой его обучил Шри Сатья Нарайян Гоенка, а также сам является помощником учителя в этом искусстве.

## Награды, премии и признание
- 2009 и 2012 — Приз Полонского за креативность и оригинальность
- 2011 — Награда Монкадо от Общества военной истории[англ.] за выдающиеся статьи по теме
- 2012 — избран в Юношескую израильскую академию наук

## Цитаты
- Успех Homo sapiens основан на умении сотрудничать, а не конфликтовать[21].
- …Нельзя рассуждать в духе: «Что лучше — демократия или авторитаризм?». Каждый тип государственного устройства имеет свои преимущества и недостатки[22].